# Sphaerosoma (hongo)
Sphaerosoma es un género de hongos de la familia Pyronemataceae. Contiene tres especies hipogeas (tipo trufas) propias de Europa y América del Norte.